# Lucky Star
Lucky ☆ Star (яп. らき ☆ すたРакі Сута) — йонкома, комедійна манґа Каґамі Йосімідзу, публікація якої почалася в журналі Comptiq в січні 2004. Надалі на основі «Lucky Star» в різний час виходили дві консольні гри для Nintendo DS, 24-серійний аніме-телесеріал, поодинока ранобе, візуальна новела для PS2, поодинока OVA.
Невіддільною частиною проєкту є згадки та різного роду посилання на популярні японські культурні явища і твори (у тому числі манґу, аніме, онлайн та інші комп'ютерні ігри, телепередачі). У такій ситуації сприйняття того, що відбувається в «Lucky Star», може змінюватися залежно від обізнаності та кругозору аудиторії.

## Сюжет
Lucky Star — пародійний серіал, жанру «повсякденність», з гумором розповідає про життя звичайних японських старшокласниць, які потрапляють у смішні, часом абсурдні ситуації. Вони не завжди виходять з них з блиском, але вміють посміятися над собою і йти по життю з широкими усмішками на гарненьких личках. Весь серіал пересипаний як пародіями на популярні у отаку аніме-серіали, так і жартами над повсякденним життям сучасних японців.
Сюжет Lucky Star крутиться навколо учениці старшої школи Ідзумі Конати. Коната — отаку. Вона весь день проводить за грою на приставці, читанням манґи й переглядом улюблених аніме-серіалів, а вночі сидить у чатах і онлайн-іграх. Хоча Коната і ходить в школу для обдарованих дітей, на домашні завдання та інше навчання часу їй не вистачає, тому вона має звичай готуватися в останню ніч перед іспитом.
У школі в неї з'являються три найкращі подруги: красуня й розумниця Такара Міюкі, легковажна Хіїраґі Цукаса та її сестра-близнючка Хіїраґі Каґамі — цілеспрямований прагматик. Володіючи такими різними характерами дівчатка уживаються разом без проблем, іноді сперечаються, але в цілому живуть дружно.

## Персонажі

Головні герої «Lucky Star» у порядку, в якому вони з'являються в адаптації аніме: (зліва направо) Цукаса Хііраґі, Коната Ідзумі, Каґамі Хііраґі та Міюкі Такара.

Ідзумі Коната (яп. 泉 こなた) — типова отаку. Коната (або, як її іноді називають, Кона-тян) несерйозна і лінива дівчинка, яка є фанаткою відео і онлайн ігор, манґи та аніме. Коната також розумна і спортивна, але не вступає до шкільних клубів, оскільки весь вільний час вона присвячує своїм захопленням. Коната працює в косплей-кафе зі студенткою молодших класів Патрісією Мартін. Також Коната частенько конфліктує з Каґамі, дістаючи її різними їдкими зауваженнями. Вона живе зі своїм батьком-вдівцем (він сам отаку і шанувальник симуляторів побачень, як і Коната, яка теж любить «дорослі» гри), а також зі своєю молодшою двоюрідною сестрою Кобаякавою Ютакою, яка навчається з нею в одній школі. Коната дружить з Каґамі, Цукасою і Міюкі. 
 Коната є фанаткою аніме-серіалу «Судзумія Харухі» — і в тому і в іншому серіалі героїнь Конати й Харухі озвучувала сейю Хірано Ая.
Хііраґі Каґамі (яп. 柊 かがみ) — старша сестра-близнючка Цукаси. У школі її оцінки просто прекрасні, тому що вона вперто вчиться, прагнучи стати найкращою ученицею класу. Коната постійно списує у неї домашню роботу. Вона також була президентом класу в першому році навчання. Каґамі з подругами навчаються в різних класах, і вона приходить до них на перервах. Каґамі вибрала гуманітарний профіль на свій другий рік навчання, щоб бути з ними в одному класі, але їх все одно розподілили у різні класи; це ж сталося і на третій рік навчання, що чимало її засмутило, хоча вона і намагалася приховати своє засмучення. Каґамі прагматична та цілеспрямована, але разом з тим чутлива і романтична. Однак ненавидить коли її слабкості помічає оточення (особливо Коната, яка бачить Каґамі наскрізь і любить пожартувати з цього приводу) і погано готує, від чого трохи комплексує, бо вважає, що повинна бути ідеалом та прикладом для наслідування своєї молодшої близнючки Цукаси. Так само як і Коната, Каґамі любить відеоігри, але на відміну від Конати, шанувальниці симуляторів побачень і РПГ, більше полюбляє скролл-шутери. Вона любить читати ранобе.
Хііраґі Цукаса (яп. 柊 つかさ) — молодша сестра-близнючка Каґамі й живе разом зі своїми батьками й двома старшими сестрами. Вона вчиться в тому ж класі, що і Коната. Вона чудово готує, але не дуже гарна у навчанні та спорті. Вона не дуже розумна, але добра і вкрай старанна дівчинка, яка дуже засмучується, коли її постійно порівнюють з сестрою, яка в багатьох речах краща за неї. Цукаса не завжди здатна вловити суть розмови, бо має звичай витати десь у хмарах. Вона часто просить свою старшу сестру допомогти їй з домашніми завданнями, хоча до цього чесно намагається зробити все сама.
Такара Міюкі (яп. 高良 みゆき) — дівчина з багатої родини, вона красива, розумна, навчена гарним манерам. Говорить виключно ввічливою, літературною японською, навіть якщо спілкується з близькими друзями. Вона була старостою класу в її перший рік, в той самий час вона подружилася з Каґамі. Зараз Міюкі вчиться в одному класі з Конатою і Цукасою. Однокласники постійно просять її допомогти їм з навчанням, і вона завжди без підготовки може дати точну, з енциклопедичними визначеннями відповідь по різних незрозумілим питанням. Вона також не любить морозиво, тому що від цього можуть зіпсуватися зуби. Живе втілення стилю «мое». Вона боїться контактних лінз, тому носить окуляри. Її зір менше ніж 0.1, хоча він був гарним до того коли вона почала читати книги в темряві, після того, як її мати спала, не дочитавши їй казку до кінця. Міюкі любить поспати, тому вона завжди лягає дуже рано. Ненавидить візити до стоматолога, але їй доводиться ходити на лікування, інакше вона ризикує втратити пломбу через карієс. Іноді вона грає у відеоігри (Пасьянс, Сапер і т. ін.). Через її стиль «мое», Міюкі часто стає жертвою жартів Конати.